# Ondřej Pecl
Ondřej Pecl byl rakouský zemědělec a politik české národnosti, na konci 19. století poslanec Moravského zemského sněmu.

## Životopis
Pocházel z rodiny čtvrtláníků z Kostelního Vydří. V moravských zemských volbách v roce 1890 byl po několikerých předchozích snahách zvolen poslancem Moravského zemského sněmu. Kandidoval ve venkovské kurii v obvodu Dačice, Jemnice, v místě tradičních soubojů mezi českými a německými kandidáty. Ve druhém kole těsně porazil německého rolníka Johanna Scheubreina (v poměru 50:46), když do druhého kola neprošel kandidát Moravské národní strany (staročeské) Josef Purcner. Působil v rolnickém křídle rodící se moravské Lidové strany. Na sněmu nikdy nepromluvil. Po zvolení pouze podal petici podporující stavbu silnice ze Starého a Nového Hobzí do Dačic. V roce 1895 se pak stal členem petičního výboru. V dalších volbách již nekandidoval a nahradil jej Bedřich Kancnýř.